# Rosbach vor der Höhe
Rosbach vor der Höhe, hivatalos nevén Rosbach v.d.Höhe település Németországban, Hessen tartományban. Lakosainak száma 13 199 fő (2023. december 31.). Rosbach vor der Höhe Karben és Wöllstadt községekkel határos.

## Népesség
A település népességének változása:
| Lakosok száma | 12 167 | 12 266 | 12 307 | 12 838 | 13 110 | 13 199 |
|               | 2014   | 2017   | 2019   | 2021   | 2022   | 2023   |